# 拉灣橋
22°35′39″N 120°57′59″E / 22.594088°N 120.966408°E
拉灣橋坐落於臺灣臺東縣金峰鄉嘉蘭部落及拉灣部落中間跨越太麻里溪，為兩部落之對外重要聯絡橋樑，由臺東縣政府進行維護與管理。

## 建設資訊
莫拉克風災後的拉灣橋新橋全長348公尺、寬11公尺，為預力箱型梁橋型式，橋身共4跨，三座橋墩，主要溪水流槽區採長跨度設計，以避免阻礙太麻里溪水流，最大跨距達150公尺，為中華民國第三長的預力箱型梁橋梁，並且也將是臺東縣境內第一座採推進工法施作的大型橋梁工程。
拉灣橋重建計畫經費由中華民國經濟部水利署補助工程經費1億4,500萬元重建之。

## 風災毀損
拉灣橋舊橋為傳統的混凝土橋，在2009年8月8日莫拉克颱風來襲，遭到暴漲的太麻里溪沖毀，造成當時亦將太麻里溪下游的台鐵南迴線南太麻里溪橋與鄰近的嘉蘭橋一併沖毀，災後，金峰鄉嘉蘭與拉灣部落當地民眾往返僅能繞道台9線太麻里溪公路橋或冒險橫渡溪底便道，而中華民國行政院重建會太麻里溪流域復建專案計畫督導管控下，重新檢討太麻里溪治理計畫及堤線，以擴大通洪斷面，降低重覆致災風險，並指示經濟部水利署編制易淹水計畫補助工程經費新台幣1億4,500萬元來辦理拉灣橋重建。

## 資料來源
1. ↑  . 2014-04-10  [2014-04-10]. （原始内容存档于2015-09-24）.
2. ↑  . 2013-04-12  [2013-04-12]. （原始内容存档于2016-03-04）.
3. ↑  . 2010-06-28  [2010-06-28]. （原始内容存档于2016-03-04）.
4. ↑  . 2013-04  [2013-04]. （原始内容存档于2014年10月13日）.
5. ↑  . 2013-04  [2013-04]. （原始内容存档于2016-03-07）.